# 金庸筆下門派列表
這裡是以金庸筆下小說內的門派為主。

## 在書中出現過的門派
門
- 五鳳刀門
- 神拳門：掌門人過三拳，乃是江南一帶著名的拳師，後因作惡多端而被金毛獅王謝遜擊斃。

武功：橫掃千軍、直摧萬馬
- 鷹爪雁行門：掌門人周鐵鷦，與師弟曾鐵鷗、汪鐵鶚同在福康安帥府當差。

武功：雁行刀、鷹爪功、雁行輕功
- 八極拳門：曾受邀參加「天下掌門人大會」。位於河南開封府，掌門人秦耐之，以八極拳成名。

武功：四十九路八極拳
- 太極門：分為溫州南宗和廣平北宗。南宗掌門不明，有門人趙半山、北宗掌門人為孫剛峯，有門人呂希賢、陳禺（叛徒）。

武功：太極拳（共有太極九訣）、太極劍
- 無極拳門：掌門人蔣氏，武林中有名的高手，曾受邀對付「金面佛」。
- 韋陀門：少林寺分支，開山祖師為無相大師，當代掌門人萬鶴聲，與劉鶴真並稱「韋陀雙鶴」。

武功：六合拳法、六合刀法、六合槍法、赤尻連拳、韋陀杵
- 西嶽華拳門：「華拳四十八，藝成行天涯」，一共分成藝字派、成字派、行字派、天字派、涯字派五個支派。共分為一十八路登堂拳，一十二路入室拳，還有一十八路刀槍劍棍的器械功夫。

武功：一路華拳、西嶽華拳
- 鴨形門：掌門人翻江鳧，傳下兩個弟子，齊伯濤和陳高波。兩人爭做掌門人相持不下。曾受邀「天下掌門人大會」。

武功：鴨形拳
- 八卦門：在四部小说中出现或提及。《书剑恩仇录》中掌门人威震河朔王维扬，北京镇远镖局总镖头，绝技遊身八卦掌、八卦刀法、刀中夾镖、八陣八卦掌、內八卦掌法，一共有二十四枚金镖。《笑傲江湖》中提到过八卦门的八卦游身掌。《雪山飞狐》中有王维扬的弟子，山东武定县的商剑鸣，曾杀死苗人凤的两个弟弟，一个妹妹，和不会武功的弟妇，后被胡一刀用苗家剑法杀死。《飞狐外传》中有商剑鸣的妻子商老太，儿子商宝震，还提到过王维扬一个姓褚的徒弟，以及王维扬的儿子王剑英王剑杰，王剑英为掌门，后曾短暂被袁紫衣夺取掌门，王剑英用过绝技八阵八卦掌，八卦掌中夹杂八阵图之法，此掌法只有他们兄弟会，外姓弟子如商剑鸣等都不会。

武功：八陣八卦掌、內八卦掌法、遊身八卦掌、刀中夾鏢、八卦刀（有大架、小架、内架、外架之分）、刀中夾掌
- 雷電門：擅使雷震擋、閃電錐功夫。

武功：六十四路轟天雷震擋法、閃電錐、雷電交作
- 藥王門：掌門人「毒手神梟」石萬嗔，是他在「天下掌門人大會」中的自稱。擅用用毒，但有別於其師兄創立的藥王莊。
- 西域金剛門：少林叛徒火工頭陀所創，此門派的外功極強，但因火工頭陀是偷學而成，故而對內功一竅不通。在《倚天屠龍記》當中投入蒙古的陣營，此門派收徒阿二、阿三、剛相等人，不過其門人阿二無師自通，練就一身渾厚內力，造詣猶在開山祖師火工頭陀之上。

武功：大力金剛指、金剛般若掌
- 二郎拳門：掌門人黃希節。曾受邀「天下掌門人大會」
- 一字慧劍門：位於福建的門派，已被靈鷲宮天山童姥滅門，僅存一名傳人「劍神」卓不凡。

武功：周公劍
- 血刀門：青海黑教的一支，門人皆做僧人打扮，實則姦淫擄掠無惡不作，被中原武林中人視為邪教。第四代掌門人為血刀老祖，乃是當今邪派第一高手，門人有寶象、勝諦、善勇等人。

武功：血刀刀法
特色：血刀
- 天龍門：在兩部小說中被提及。位處遼東，門中代代流傳著一口闖王寶刀，其中記錄著闖王李自成的寶藏。分為南北二宗，北宗掌門人先後為田歸農和「騰龍劍」曹雲奇，門人有「迴龍劍」周雲陽、「七星手」阮士中、「錦毛貂」田青文。南宗掌門人為「威震天南」殷吉。掌門人田歸農曾在「天下掌門人大會」中奪得一隻玉龍杯。

武功：天龍劍法、追命毒龍錐、大擒拿手
- 聾啞門：逍遙派掌門人無涯子大弟子「聰辯先生」蘇星河所創，門人除了函谷八友之外皆為聾啞之人，屬於逍遙派的一支
- 潭腿門：曾受邀「天下掌門人大會」。
- 玄指門：位於開封府，掌門人上官鐵生，外號「煙霞散人」。和文醉翁一鼻孔出氣，自稱「煙酒二仙」。
- 五虎門：掌門人鳳天南，綽號南霸天，是佛山鎮上的大財主。
- 雙子門：位於貴州，掌門人倪不大、倪不小倪氏雙雄，門人皆為雙生兄弟。
- 五湖門：位於鳳陽府，掌門人桑飛虹。五湖門的弟子都是做江湖賣解的營生，世代相傳，掌門人一定是女子。

武功：鐵蓮功
- 大抓門
- 中抓門：掌門人哈赤，此門武功乃是蒙古摔跤之法，擅長腰腿之勁，抓人胸背，百發百中。
- 小抓門
- 大聖猴拳門：擅長猴拳，曾得甘霖惠七省湯沛相助。
- 黑龍門：位處遼東，掌門人海蘭弼，鑲黃旗驍騎營的佐領。「天下掌門人大會」中的「玉龍八門」之一。
- 鐵劍門：《碧血劍》中的一個門派，人丁稀少。以一把小鐵劍作掌門信物。亦在其另一作品《鹿鼎記》中出現。創派祖師鐵劍道人，門下弟子包括：二代弟子木桑道人、玉真子、三代弟子九難、四代弟子韋小寶、阿珂、阿琪。

武功：神行百變、攀雲乘龍、岳王神箭，暗器：滿天花雨。
- 千手門
- 雙月門

幫
- 丐幫
- 鐵掌幫：韓世忠遭削除兵權後，其部下上官劍南領著一批兄弟在荊湖一帶落草，之後輾轉入了鐵掌幫，老幫主去世後他接任為第十三代幫主，鐵掌幫在他的經營下聲勢大振。之後上官劍南被裘千仞救過一命，他便將全部的武功都傳授給裘千仞。最後上官劍南苦無施展抱負之處，數十年後鬱鬱而終。臨終前將幫主傳予裘千仞，並將武穆遺書帶上鐵掌山中指峰之洞穴。之後鐵掌幫便由裘千仞當幫主，至於成員有裘千仞的雙胞胎大哥裘千丈、妹妹裘千尺以及完顏萍。裘千仞被稱為「鐵掌水上飄」，而妹妹則被稱為「鐵掌蓮花」。
- 屠龍幫：董漢成所創，也是反抗清朝的一個幫派。成員有趙半山、陸菲青。屠龍幫在清朝雍正時就一直被攻打，而屠龍幫也一直和清朝奮勇對抗，但到了清朝乾隆時，屠龍幫終於被清朝消滅了。
- 長樂幫
- 神農幫
- 海沙幫
- 巨鯨幫
- 黃河幫：《射雕英雄传》中出现的门派，为首者是“鬼门龙王”沙通天。黄河四鬼是沙的徒弟。在蒙古内战中，被铁木真一方的郭靖、江南七怪等人打敗。金國完顏洪烈广招江湖好手，聘得黃河幫的「三頭蛟」侯通海、「鬼門龍王」沙通天等人。后連同戰友「千手人屠」彭連虎、靈智上人都被「老頑童」周伯通抓住，從此關在全真教的地牢裡，但最後蒙古武士火燒重陽宮，沙通天等終於在混亂中逃了出來，四人從此隱居。後來在嘉興鐵槍廟重遇楊過，因而令他了解到其父楊康的死因。
- 龍藤幫
- 巨木幫
- 幽竹幫

派
- 少林派
- 西域少林派
- 福建少林派
- 武當派
- 峨嵋派
- 古墓派
- 恆山派
- 華山派
- 嵩山派
- 泰山派
- 衡山派
- 崆峒派
- 青城派
- 逍遙派
- 星宿派
- 點蒼派
- 無量劍派
- 雪山派
- 金烏派
- 上清觀派
- 五台派
- 崑崙派
- 海沙派
- 仙都派
- 渤海派
- 棋仙派/石樑派
- 太乙派
- 天山派
- 伏牛派
- 太行山派
- 九龍派
- 青海派
- 仙霞派
- 王屋派
- 蓬萊派
- 青藏派

教
- 日月神教
- 明教
- 波斯明教
- 全真教
- 神龍教
- 五毒教
- 天鷹教
- 排教
- 密宗

會
- 紅花會
- 天地會

寺
- 少林寺：見少林派
- 天童寺
- 大輪寺
- 清涼寺
- 百會寺
- 天寧寺
- 天龍寺

莊
- 鐵膽莊
- 白駝山莊：山莊主人為「西毒」歐陽鋒，擅長使用毒蛇等毒物來當武器或暗器。
- 梅莊
- 曼陀山莊
- 楓葉莊
- 陸家莊
- 玄素莊
- 聚賢莊
- 歸雲莊
- 藥王莊：毒手藥王無嗔大師晚年隱居之地，在此收徒慕容景岳、姜鐵山、薛萼、程靈素等人。

武功：毒沙掌
特色：藥王神篇（無嗔醫藥錄）
- 紅梅山莊

鏢局
- 福威鏢局
- 飛馬鏢局
- 平通鏢局
- 晉威鏢局
- 威信鏢局
- 龍門鏢局
- 虎踞鏢局
- 普陽鏢局
- 雲燕鏢局
- 鎮遠鏢局
- 五郎鏢局

寨
- 秦家寨
- 飲馬川山寨
- 金刀寨
- 惡虎溝山寨

家族
- 大理段氏
- 姑蘇慕容氏
- 遼
- 女真族
- 鄂北鬼見愁鍾家
- 金刀王家
- 蘭州柯家
- 一燈居
- 苗人鳳居
- 商家堡

島
- 桃花島
- 俠客島
- 冰火島
- 靈蛇島

盟
- 五嶽劍派
- 鋤奸盟
- 金蛇營

谷
- 絕情谷
- 百花谷
- 蝴蝶谷

其他
- 八仙劍：在两部小说中出现。《飞狐外传》中位于广西梧州，掌门人蓝秦，武功八仙剑法，后曾短暂被袁紫衣夺取掌门。《侠客行》中位于山东，掌门人温仁厚。
- 靈鷲宮
- 金剛宗
- 西夏一品堂
- 霹靂堂
- 黑龍潭

資料出處: （页面存档备份，存于）
〈待補齊〉

## 飛狐外傳
- 飛馬鏢局
- 八极拳：位于河南开封府，掌门人“八臂哪吒”秦耐之，武功八极拳，后曾暂时被袁紫衣夺取掌门。
- 太極門
- 少林派
- 天龍門
- 鎮遠鏢局
- 鄂北鬼見愁鍾家
- 五虎門
- 楓葉莊
- 韋陀門
- 五湖門

## 雪山飛狐
- 天龍門
- 青藏派
- 無極門
- 百會寺
- 平通鏢局
- 飲馬川山寨

〈待補齊〉

## 連城訣
- 血刀門
- 鷹爪鐵槍門：門主為南四奇

排行第二的花鐵干（外號“中平無敵”）

## 天龍八部
- 少林派
- 丐幫
- 逍遙派
- 聾啞門
- 星宿派
- 靈鷲宮
- 姑蘇慕容
- 曼陀山莊
- 無量劍
- 神農幫
- 萬劫谷
- 蓬萊派
- 青城派
- 西夏一品堂
- 伏牛派
- 大理段氏
- 大輪寺
- 一字慧劍門
- 聚賢莊
- 南海派
- 秦家寨
- 湖北阮家

白花門
〈待補齊〉

## 射鵰英雄傳
- 丐幫
- 仙霞派
- 鐵掌幫
- 全真教
- 白駝山莊
- 桃花島
- 大理段氏
- 黃河幫
- 衡山派（被鐵掌幫大敗，從此一蹶不振），

## 白馬嘯西風
- 晉威鏢局

## 鹿鼎記
- 神龍教
- 王屋派
- 武夷派
- 天地會
- 清涼寺
- 鐵劍門
- 金頂門
- 少林寺
- 華山派

## 笑傲江湖
- 衡山派
- 恆山派
- 嵩山派
- 泰山派
- 華山派
  - 華山氣宗
  - 華山劍宗
- 五嶽劍派
- 日月神教
- 金刀王家
- 福威鏢局
- 五毒教
- 丐幫
- 青城派
- 少林寺
- 武當派
- 百藥門：位置在北方，掌门人姓诸，外号“毒不死人”，百药门与云南五仙教一个在北一个在南，并列为两大毒门。

## 書劍恩仇錄
- 紅花會
- 天山派
- 南少林
- 言家拳
- 武當派
- 嵩陽派
- 龍門幫

## 神雕俠侶
- 古墓派
- 絕情谷
- 全真教
- 丐幫
- 桃花島
- 少林派
- 金剛宗

## 俠客行
- 長樂幫：創幫幫主為司徒橫，後“著手回春”貝海石幫助石破天之兄石中玉將其打敗，石中玉繼任幫主後不久逃往揚州妓院，眾人誤認其兄為幫主
- 雪山派：掌門白自在，門徒有白萬劍、耿萬鍾、花萬紫、柯萬鈞等人，使“雪山劍法”
- 金烏派：雪山派掌門白自在之妻史小翠所創，石破天為第二代大弟子，武功為“金烏刀法”，專門剋制“雪山劍法”
- 玄素莊：莊主“黑白雙劍”石清夫婦，是石破天的親生父母。後因石中玉與“雪山派”，導致莊園被燒毀
- 摩天崖：代表人物為“摩天居士”謝煙客，其發佈的“玄鐵令”成為江湖爭奪的寶物之一
- 俠客島：領袖為龍、木二島主，門徒有張三、李四等，在石破天練成“太玄經”前，在武林中稱霸多年
- 金刀寨
- 六合丁氏：代表人物有丁不二，丁不三，丁不四三兄弟，後二人合稱“不三不四”，江湖上惡名昭彰
- 梅花拳：掌門梅芳姑，石破天的養母，自創一套劍法，以剋制丁家武功

## 倚天屠龍記
- 天鷹教
- 明教
- 波斯明教
- 高麗青龍派
- 西域少林
- 少林派
- 海沙派
- 靈蛇岛
- 冰火島
- 巨鯨幫
- 神拳門
- 金剛門
- 武當派
- 峨嵋派
- 華山派
- 崑崙派
- 崆峒派
- 五鳳刀門
- 龍門鏢局
- 虎踞鏢局
- 普陽鏢局
- 雲燕鏢局

三江幫
巫山幫
丐幫
〈待補齊〉

## 碧血劍
- 華山派
- 峨嵋派
- 崑崙派
- 點蒼派
- 太白派
- 清涼寺
  - 五台山上院
  - 南陽下院
- 鐵劍門
- 仙都派
- 棋仙派
- 青竹幫
- 鄱陽幫
- 惡虎溝山寨
- 殺豹崗山寨
- 飛虎寨
- 飛虎峪山寨
- 黃石坡山寨
- 千柳莊
- 棲霞派
  - 東支
    - 渤海派
- 金龍幫
- 游龍幫
- 五毒教
- 會友鏢局
- 永勝鏢局
- 金蛇營/山宗營/崇字營

〈待補齊〉

## 鴛鴦刀
- 威信鏢局